# Linea tettonica mediana giapponese

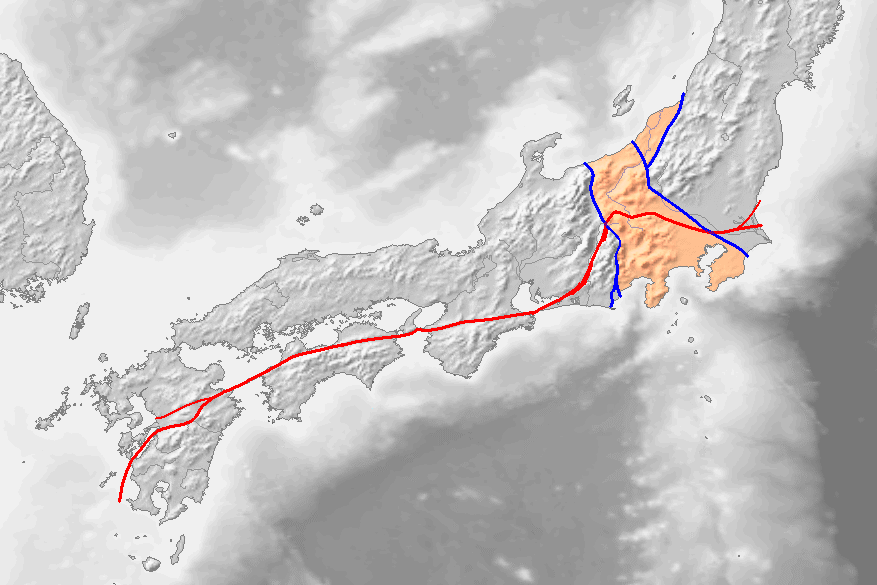
La linea tettonica mediana giapponese è indicata dalla linea rossa. La zona color arancio rappresenta la Fossa Magna, delimitata a ovest dalla linea tettonica di Itoigawa-Shizuoka (in blu).

La linea tettonica mediana giapponese (中央構造線?, Chūō Kōzō Sen), o più semplicemente linea tettonica mediana (normalmente abbreviata in MTL, acronimo dell'inglese Median Tectonic Line), è il più lungo sistema di faglie del Giappone.
La MTL inizia nei pressi della prefettura di Ibaraki, dove si connette con la Linea tettonica di Itoigawa-Shizuoka e con la Fossa Magna. Corre parallela all'arco vulcanico del Giappone, passando attraverso la parte centrale dell'isola di Honshū nei pressi di Nagoya, attraversa la baia di Mikawa, quindi il mare interno di Seto dal canale di Kii e lo stretto di Naruto fino all'isola di Shikoku, lungo la penisola di Sadamisaki, il canale di Bungo e lo stretto di Hōyo fino all'isola di Kyūshū.
Il movimento della faglia MTL è di tipo trascorrente con una velocità di spostamento laterale verso destra di circa 5–10 mm/yr. Questo verso spostamento è consistente con la direzione obliqua di convergenza nella fossa di Nankai. La velocità di movimento della MTL è molto inferiore alla velocità di convergenza della placca di Nankai, rendendo difficoltosa la distinzione nei dati GPS del moto della MTL dall'allungamento elastico intersismico.